# Commiphora schimperi
Commiphora schimperi är en tvåhjärtbladig växtart som först beskrevs av Otto Karl Berg, och fick sitt nu gällande namn av Adolf Engler. Commiphora schimperi ingår i släktet Commiphora och familjen Burseraceae. Inga underarter finns listade i Catalogue of Life.